# Rimonabant
Il Rimonabant (o SR141716) era un farmaco antiobesità anoressizzante, ritirato dal mercato nel 2009, dopo una lunga controversia tra l'Agenzia europea per i medicinali (EMA) e la Cochrane Collaboration, perché accresceva il rischio di problemi psichiatrici e di suicidio,. Si tratta di un agonista inverso per il recettore CB1 dei cannabinoidi. Il suo effetto principale è la riduzione dell'appetito.

## Rimonabant e nicotina
Alcuni studi hanno rilevato che i cannabinoidi endogeni sono implicati negli effetti rinforzanti della nicotina. Il rimonabant impedisce alle iniezioni di nicotina di stabilire una preferenza condizionata di luogo, nei ratti (Forget, Hamon, Thiebot, 2005). Inoltre il rimonabant riduce l'autosomministrazione di nicotina e il comportamento di ricerca della sostanza (Cohen, Kodas, Griebel, 2005). Normalmente, i cannabinoidi endogeni sembrano facilitare gli effetti del rilascio di dopamina nel nucleo accumbens. Bloccando i recettori CB1, il rimonabant riduce gli effetti rinforzanti della nicotina (e viene quindi utilizzato per aiutare a prevenire le recidive nelle persone che cercano di smettere di fumare).